# Canton de Cholet-Est
Le canton de Cholet-Est est un ancien canton français situé dans le département de Maine-et-Loire.

## Histoire
Le canton de Cholet-Est est créé par le décret du 10 août 1961 scindant en deux le canton de Cholet. Il est supprimé par le décret du 23 juillet 1973 réorganisant les cantons de Cholet.

## Composition
Le canton de Cholet-Est était composé de :
- la partie de la ville de Cholet non comprise dans le canton de Cholet-Ouest ;
- les communes de Cerqueux-de-Maulévrier, Chanteloup-les-Bois, Maulévrier, Mazières-en-Mauges, Nuaillé, La Tessouale, Toutlemonde, Trémentines, Vezins, Yzernay.

## Représentation
| Période | Période | Identité      | Étiquette    | Qualité |
| ------- | ------- | ------------- | ------------ | --- |
| 1961    | 1967    | René Verger   | MRP puis CD  | Adjoint au maire de Cholet |
| 1967    | 1973    | Maurice Ligot | CNI puis UDF | Administrateur civil Député (1973-1976 et 1978-2002) Maire de Cholet (1965-1995) Secrétaire d’État (1976-1978) Elu en 1973 dans le Canton de Cholet-2 |